# Acanthostachys pitcairnioides
Acanthostachys pitcairnioides é uma espécie do gênero Acanthostachys. Foi descrita em 1983 por Werner Rauh. É encontrada nos estados brasileiros de Bahia e Espírito Santo e já houve registro no Paraguai. É epífita de ocorrência no bioma da Mata Atlântica. Em 2005, foi citada como vulnerável na Lista de Espécies da Flora Ameaçadas do Espírito Santo, no sudeste do Brasil; e em 2014, sob a rubrica de "dados insuficientes" na Lista Vermelha de Ameaça da Flora Brasileira do Centro Nacional de Conservação da Flora (CNCFlora).